# Marcel H. Bickel
Marcel Henry Bickel (* 14. Oktober 1927 in Basel; † 1. August 2017 in Bremgarten) war ein Schweizer Biochemiker, Pharmakologe und Medizinhistoriker.
Bickel erhielt 1959 seinen Dr. phil. in Biochemie an der Universität Basel, arbeitete von 1959 bis 1964 als Pharmakologe in Rom und Washington, und lehrte von 1964 bis 1976 Biochemie an der Universität Bern, wo er eine ordentliche Professur erhielt. Er wirkte von 1977 bis 1993 am Pharmakologischen Institut derselben Universität sowie ab 1993 als freier wissenschaftlicher Mitarbeiter am Institut für Medizingeschichte.
Bickel hatte auch Gastprofessuren inne:
- 1976–1977 Department of Pharmacology, St. Mary’s Hospital Medical School der University of London
- 1983–1984 College of Pharmacy der University of Arizona Medical School, Tucson
- 1990–1991 History of Medicine, Center for the Health Sciences, University of California, Los Angeles (UCLA)
- 1993 Institute of the History of Medicine, Johns Hopkins University, Baltimore

Er publizierte in den Bereichen Pharmakologie, Toxikologie und Medizingeschichte.

## Publikationen (Auswahl)
- Zum Stoffwechsel der Barbiturate, insbesondere der Cycloheptenyl-Aethyl-Barbitursaeure. Diss. phil. Basel 1960
- Marceli Nencki, 1847–1901. Berner Beiträge zur Geschichte der Medizin und der Naturwissenschaften. Bern: Hans Huber Verlag, 1972. ISBN 978-3-456-00274-3.
- Die Entwicklung zur experimentellen Pharmakologie 1790–1850: Wegbereiter von Rudolf Buchheim' (= Gesnerus. Supplementum 46). Basel: Schwabe Verlag, 2000. ISBN 978-3-7965-1422-7 (Digitalisat)
- Die Lehrbücher und Gesamtdarstellungen der Geschichte der Medizin 1696–2000: Ein Beitrag zur medizinischen Historiographie. Basel: Schwabe Verlag, 2007. ISBN 978-3-7965-2246-8.
- Henry E. Sigerist: Vier ausgewählte Briefwechsel mit Medizinhistorikern der Schweiz. (Briefwechsel mit Arnold C. Klebs, Bernhard Milt, Hans Fischer und Erich Hintzsche.) Bern: Peter Lang Verlag, 2008. ISBN 978-3-03911-499-3 (Rezension von Anne Kristin Oommen-Halbach In: Berichte zur Wissenschaftsgeschichte, 2010. vol.33, Nr. 2., S. 221 f., doi:10.1002/bewi.201001478)
- Correspondence Henry E. Sigerist–Charles Singer, 1920–1956. Wellcome Trust Centre for the History of Medicine at University College London, 2011. ISBN 978-0-85484-133-2.
- Die ersten Ärztinnen in Europa und Amerika und der frühe Feminismus (1850-1900). Peter Lang, Bern 2017 ISBN 978-3-0343-2585-1